# Vi som går kjøkkenveien
Vi som går kjøkkenveien är en svensk-norsk film från 1933.

## Om filmen
Som förlaga till filmen har man Sigrid Boos roman Vi som går kjøkkenveien från 1930. Filmen premiärvisades den 3 februari 1933 på Konsertpalæet i Bergen Norge. Inspelningen av filmen gjordes samtidigt i en norsk och en svensk version vid filmstaden i Råsunda, exteriörscenerna filmades vid Tollare och Saxtorp sydost om Landskrona.

## Rollista i urval
- Ulf Selmer - godsägare Adolf Beck
- Randi Brænne - Helga Breder/Helga Haraldson
- Steinar Jøraandstad - Frigaard, Becks chaufför
- Gunhild Schytte-Jacobsen - fru Beck
- Hilda Fredriksen - Laura, Becks kokerska
- Joachim Holst-Jensen - redaktör Pontus
- Aagot Didriksen - fru Pontus
- Renée Björling - Astrid, Becks dotter
- Tove Tellback - Ellen, Becks dotter
- Einar Fagstad - Opstan, skolläraren
- Egil Hjorth-Jenssen - Anders, Becks dräng
- Ragna Breda - Olga, Becks piga
- Harald Heide Steen - Jørgen
- Theodor Berge - Breder, Helgas far, motorcykelfabrikant
- Eva Steen - tant Alexandra

## Filmmusik i urval
- Eko vill du svara mej, kompositör Georg Enders, text Gösta Stevens